# Hónaljverőér

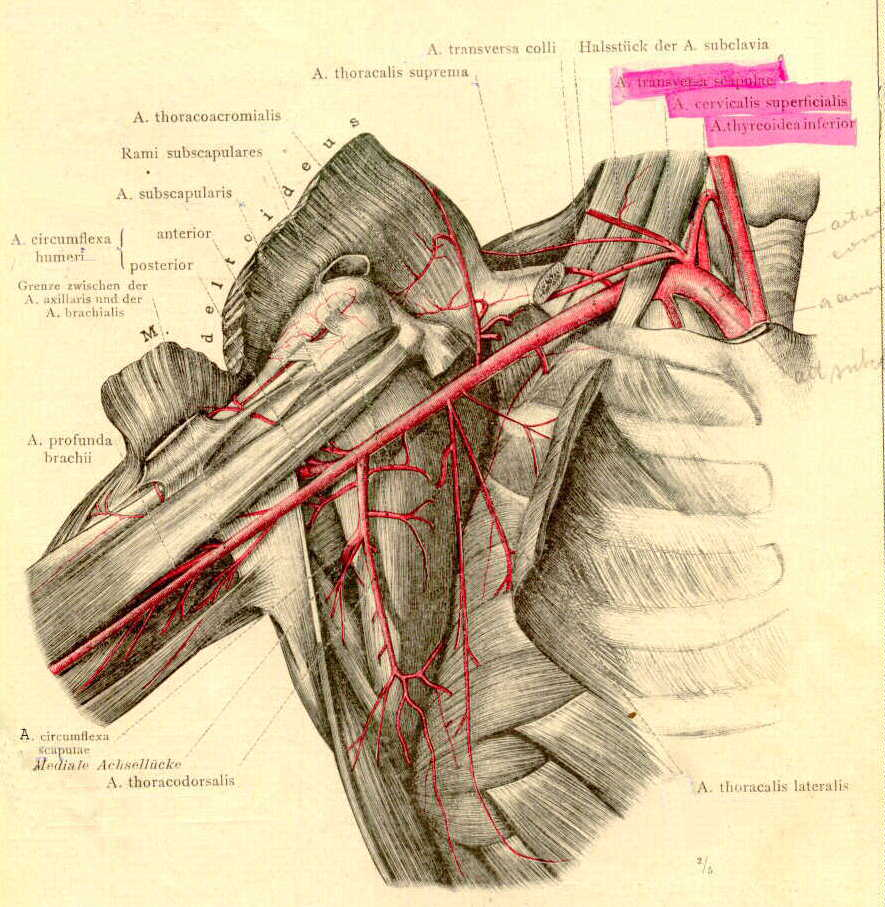
A felső végtaghoz futó artériás törzs kezdeti szakaszai

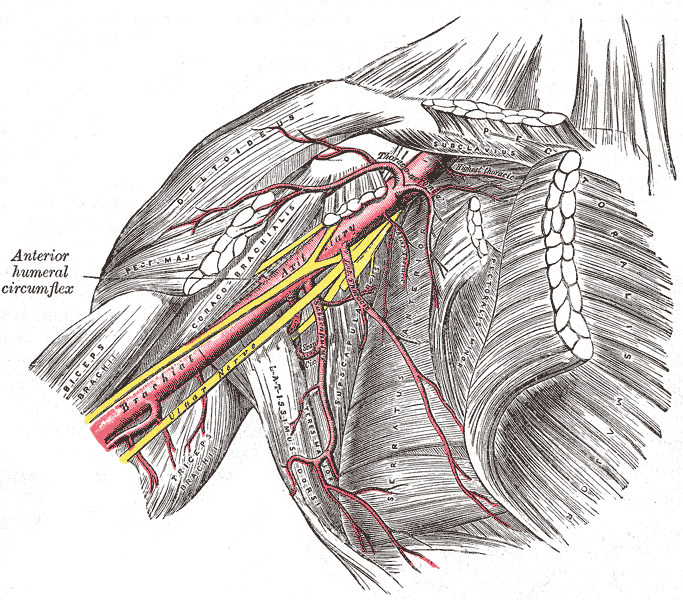
A hónaljverőér

A hónaljverőér (arteria axillaris) a felső végtagot ellátó verőérrendszer (artériás hálózat) kezdeti - a kulcscsonttól a nagy mellizom alsó széléig terjedő szakasza.

## Helyzete
A hónaljverőér (vagy vállhajlati verőér) a kulcscsont alatti verőér (arteria subclavia) folytatása. (A nagy artériás értörzsek elnevezése szakaszonként történik). A hónaljárok (fossa axillaris) zsíros kötőszövetébe beágyazottan helyezkedik el, a kari idegfonat (plexus brachialis) kötegeitől körülvéve, a hónaljvénától oldalra. A hónaljárokból az elülső hónaljredő alsó szélénél kilépve a felkari artériába (arteria brachialis) folytatódik.

## Ellátási területe
A válltájék és részben a mellkas oldalsó fala. (Részleteiben az apróbetűs részben).

## Ágrendszere a különböző nevezéktanok szerint
(Az anatómiában a latin elnevezések egységesítését és korszerűsítését időközönként elvégzik az anatómusok. Az elfogadott anatómiai nevezéstanok (nomenclatura) azon városokról kapták a nevüket, ahol kihirdetésre kerültek. Ezek alapján megkülönböztetünk Bázeli (BNA), Jénai (JNA) és Párizsi (PNA) anatómiai nomenclaturát. Jelenleg anatómiát a legutóbb megjelent Párizsi Terminologia Anatomica alapján oktatnak, de a mindennapos orvosi gyakorlatban a legrégebbi Bázeli elnevezéstan szerint írott meghatározásokkal is találkozhatunk.) 
A hónalji verőér (arteria axillaris) ágrendszere
| BNA                             | JNA                            | PNA                             | Magyar                                 |
| ------------------------------- | ------------------------------ | ------------------------------- | -------------------------------------- |
| a. axillaris                    | a. axillaris                   | a. axillaris                    | hónalji verőér                         |
| rami subcapulares               | rami subcapulares              | rami subcapulares               | lapocka alatti ágak                    |
| a. thoracalis suprema           | a. thoracalis suprema          | a. thoracalis suprema           | legfelső mellkasi ág                   |
| a. thoracoacromialis            | a. thoracoacromialis           | a. thoraco-acromialis           | hollócsőr-mellkasi ág                  |
| ramus acromialis                | ramus acromialis               | ramus acromialis                | holócsőrnyúlványi ág                   |
| rete acromiale                  | rete acromiale                 | rete acromiale                  | hollócsőrnyúlványi rece                |
| ramus clavicularis              | ramus clavicularis             | ramus clavicularis              | kulcscsonti ág                         |
| ramus deltoideus                | ramus deltoideus               | ramus deltoideus                | ág a deltaizomhoz                      |
| rami pectorales                 | rami pectorales                | rami pectorales                 | ágak a mellizmokhoz                    |
| a. thoracalis lateralis         | a. thoracica lateralis         | a. thoracica lateralis          | oldalsó mellkasi artéria               |
| rami mammarii externi           | rami mammarii externi          | rami mammarii laterales         | külső ágak az emlőhöz                  |
| a. subcapularis                 | a. subcapularis                | arteria subcapularis            | lapocka alatti artéria                 |
| a. thoracodorsalis              | a. thoracodorsalis             | a. thoracodorsalis              | hátsó mellkasi artéria                 |
| a. circumflexa scapulae         | a. circumflexa scapulae        | a. circumflexa scapulae         | lapocka nyakat körülölelő artéria      |
| a. circumflexa humeri anterior  | a. circumflexa humeri volaris  | a. circumflexa humeri anterior  | felkarcsont-nyak körüli elülső artéria |
| a. circumflexa humeri posterior | a. circumflexa humeri dorsalis | a. circumflexa humeri posterior | felkarcsont-nyak körüli hátsó artéria  |

## Ágak és ellátási területük
- 1. Arteria thoracalis suprema. A kulcscsont alsó széle alatt ered s az első bordaközhöz és a musculus pectoralis major- és minorhoz megy.
- 2. Arteria thoraco-acromalis. A kulcscsontalatti tájék jellemző arteriája; a trigonum deltoideo-pectoraléban ered és oszlik is el ágaira. Ezek a következők:
  - a) Rami pectorales. A mellizmokat látják el, azonkívül hozzájárulnak a mell bőrének s az emlőmirigynek vérellátáshoz is.
  - b) Ramus acromialis. A rete acromialéba megy át, s ágakat ad a vállízülethez is.
  - c) Ramus deltoideus. Egy darabon a vena cephalicával halad a sulcus deltoideopectoralisban s lejjebb a musculus deltoideusba tér be.
- 3. Arteria thoracalis lateralis s. longa. Igen variábilis kis artéria. Nem halad szorosan együtt a hasonnevű ideggel, hanem előtte húzódik le a musculus serratus anterioron az 5.-6. bordaközig. A nagy mellizom alsó szélénél az emlőmirigyhez ad ágakat: arteia mammariae externae laterales.
- 4. Arteria subscapularis. A hónaljverőér legerősebb ága. A fossa axillaris közepén ered s csakhamar két ágra oszlik. 
  - a) Arteria circumflexa scapulae. A medialis hónaljrésen, vagyis a hosszú tricepszfej és a két teres által közrefogott hasadékon áthatolva a musculus teres minor és infraspinatus alá kerül, ezeket bő elágazással ellátja s a lapocka hátulsó felszínén felfelé húzódva az incisura colli scapulaenál hálózatszerűen közlekedik az arteria transversa scapulae ágaival (fontos anastomosis). Anastomosisa van az a. transversa colli leszálló ágával is.
  - b) Arteria thoracodorsalis. A musc. latissimus dorsi elülső széle mögött húzódik le, közte és a musc. serratus anterior közt; főképp a latissimus dorsalisban ágazik el. Ez is ad néha egy mammaria externa lateralist.
- 5. Arteriae circumfelxae humeri. Egy elülső és egy hátulsó van. A deltaizom alatt a karcsont sebészi nyakát veszik körül. A hátulsó sokkal erősebb az elülsőnél.
  - a) Az arteria circumflexa humeri anterior a musc. coracobrachialis alatt lép a csonthoz, s a collum chirurgicumot elölről kerülve meg, a sulcus intertubercularison túl fel- és leszálló ággal végződik.
  - b) Az arteri circumflexa humeri posterior a lateralis hónaljrésen (humerus, teres minor, teres major, caput longum tricipitis) keresztül haladva éri el a csontot; ez a deltaizom fő arteriája. A csontot hátulról kerüli meg. A circumflexák rendellenességei nem ritkák; közös törzsökkel eredhetnek, amelybe be lehet foglalva az arteria subcapularis is. A környékbeli arteriákkal (arteria circumflexa scapulae, profunda brachii, ramus deltoideus arteriae thoraco-acromialis) bőven közlekednek.